# 千栗八幡宮
33°20′N 130°29′E / 33.33°N 130.48°E
千栗八幡宮（日语：／ Chiriku Hachimangū */?）是日本佐賀縣三養基郡三養基町大字白壁字千栗的神社，社格是肥前國一宮、國幣小社和別表神社，祭神是應神天皇、仲哀天皇、神功皇后、難波皇子、宇治皇子、住吉明神和武內宿禰，本地佛是彌勒菩薩，本寺是宇佐彌勒寺，別當寺是彌勒寺，座主院是妙覺院。氏子方面，根據《府縣鄉社明治神社誌料》和《日本社寺大觀》記載是815戶，《神社名鑑》稱是884戶，《全國神社名鑒》稱是1000戶，《佐賀縣神社誌要》則稱是1600戶。文化財方面，《千栗八幡宮緣起繪》是佐賀縣重要文化財、一之石鳥居和肥前狛犬則是三養基町重要文化財。

## 位置與名稱

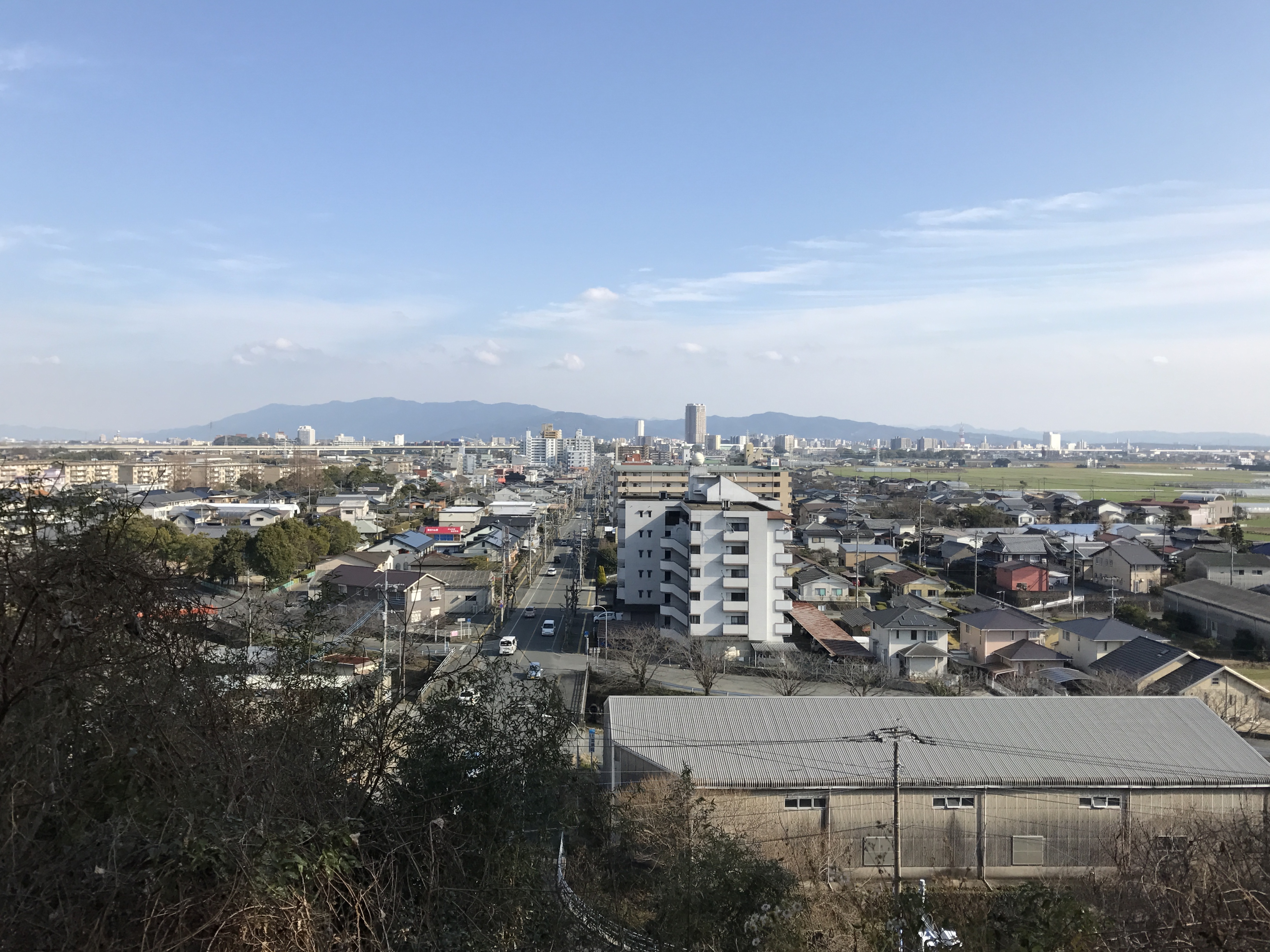
從神社望向久留米市的景色

神社位於佐賀平原東部，隔着筑後川與福岡縣久留米市相連，地處海拔6米的低地上一處高32米的山丘，推測在古時一帶是連接神埼郡至後國府的驛路。行政區劃方面，神社原屬肥前國三根郡千栗鄉，後為千栗村、白壁村、三養基郡北茂安村和北茂安町。名稱方面，神社古稱千栗宮，在升格為國幣小社前稱為千栗八幡神社，升格後改稱千栗八幡宮。千栗源於神社創建自長有一千棵栗的地方而來。發音方面，栗的訓讀雖然是Kuri（くり），不過千栗的栗卻唸成Riku（りく），此發音早在高山寺本《和名類聚抄》已有記載，唸作，根據口述歷史說法，這是由於壬生春成承蒙神託後前往千栗山打獵時，一千顆栗子均以倒轉的狀態在一夜之間長成栗樹而來。

## 歷史
在元正天皇時期，三根郡或養父郡郡司壬生春成在千栗山打獵時，八幡大菩薩的神使白鴿停在其弓的先端部分，當晚他又夢見一名白髮老翁把裝滿一千顆栗子的盆放在其枕邊，並且讓其在此供奉八幡神。翌日，他再度前往千栗山打獵時，一千棵栗樹已經遍布整個山頭。其後，春成將此克上奏朝廷，聖武天皇便讓其次子國玉王擔任祭主，從而創建神社。關於創建時期，《鎮西要略》稱是神龜元年（724年），《和漢三才圖會》主張是天平年間（729年至749年），《游方名所略》認為是天平寶字年間（757年至765年），《神社啓蒙考》則稱寶殿建於天平寶字年間。根據收錄於《書陵部所藏八幡宮關係文書》內建曆2年（1212年）4月的《大宰府在廳官人解》以及建曆3年（1213年）2月的《八幡宇佐彌勒寺所司解》（鎌倉遺文1927號和1977號）記載，神社從天平寶字年間至仁安年間（1166年至1169年）為止，獲國司興建社殿達14次，最後一次由大江通資負責。長保元年3月7日（999年3月26日），根據《日本紀略》和《本朝世紀》記載，在神社發生燈油取之不盡的瑞相。
承平年間（931年至938年），根據《太宰管內志》、《鎮西要略》、《肥陽古跡記》、《千栗社記》、《二十二社註式》和《藤崎宮緣起》等記載，神社成為宇佐八幡宮的別宮，與大分八幡、藤崎八幡、新田八幡和大隅正八幡宮合稱八幡五所別宮或五所八幡。由於收錄於《石清水田中家文書》內的《彌勒寺喜多院所領注進》記載道神社有御田5町（約0.05平方公里），因此反映神社勸請自八幡宇佐宮的神宮寺彌勒寺。根據收錄於《續群書類從》內的《石清水祠官系圖》記載，彌勒寺的領地在平安時代併入石清水八幡宮的領地後，神社也劃入其管轄。
文治2年（1186年），根據收錄於《壬生家文書》內建曆2年4月的《大宰府在廳官人解》記載，神社在源賴朝指示下制定修理勘文，不過根據某年2月3日的《某書狀案》記載，直至建曆3年接獲院宣後才得已動工。安貞2年12月2日（1228年12月29日），根據文永6年11月10日（1269年12月4日）的《卜部兼文勘文》（鎌倉遺文10527號）記載，神社失火，連同神體也付之一炬，根據《百錬抄》寬喜2年7月23日（1230年9月1日）條記載，朝廷也曾經商議此事，同年9月21日（10月28日）根據《後堀河天皇宣旨案》（鎌倉遺文4024號）記載，國司奉命以下轄的莊園和公領來盡快重建社殿。文永5年8月（1268年），根據《薩摩新田宮所司神官等解狀案》（鎌倉遺文10297號和10334號）記載，神社獲舉國之力興建社殿。
根據收錄於《河上神社文書》內正應5年8月16日（1292年9月28日）的《河上宮造營用途支配惣田數注文》記載，神社在養父莊30町（約0.3平方公里）的範圍內領有其中的3町（約0.03平方公里）。根據收錄於《肥前千栗八幡宮文書》內的正和元年12月16日（1313年1月13日）的《鎮西下知狀》（鎌倉遺文24738號）記載，神社在鎌倉時代末期遭到押領，此文獻也記載道彌千松名是「神官等相傳之下地」，其餘社領尚有松安名、岩松名、小永利名、成萬名和財部名。
嘉元（1303年至1306年）和正慶年間（1332年至1333年，元弘），根據收錄於《實相院文書》內的正慶元年12月2日（1332年12月20日，元弘2年）的《後伏見上皇院宣寫》記載，神社曾經獲頒院宣，以肥前國和薩摩國為對象的一國平均役來興建社殿。根據建武4年（1337年，延元2年）某月10日的《沙彌某施行狀案》和貞和6年11月13日（1350年12月12日，正平5年）的《千栗社大宮司惟經申狀案》（《足利直冬安堵狀》）記載，神社在南北朝時代也曾經遭到在地武士押領。
天文3年（1534年），根據《九州治亂記》記載，神社遭到大內氏家人陶道麒焚毀，直至天正11年（1583年）由龍造寺政家等人重建，不過在天正13年（1585年）又遭到大友氏焚毀。天正15年（1587年），根據正保3年正月18日（1646年3月5日）的《千栗山申狀案》記載，神社的社領遭到豐臣秀吉沒收。天正20年（1592年），神社再由鍋島直茂重建，同年11月28日（12月31日），根據《坊所鍋島家文書》記載，直茂向以千栗八幡宮為首的五座位於肥前藩內的神社祈求出兵朝鮮能夠獲勝。慶長3年（1598年），神社獲直茂寄進三根郡千栗以及北尾村田地約7町1反（約70413.22平方），總共200石。慶長18年（1613年），神社獲鍋島勝茂寄進北尾村內141石8斗以及千栗內6石。1884年7月，社殿遭到暴風雨吹襲而倒塌，其後在1886年9月重建。

## 社格

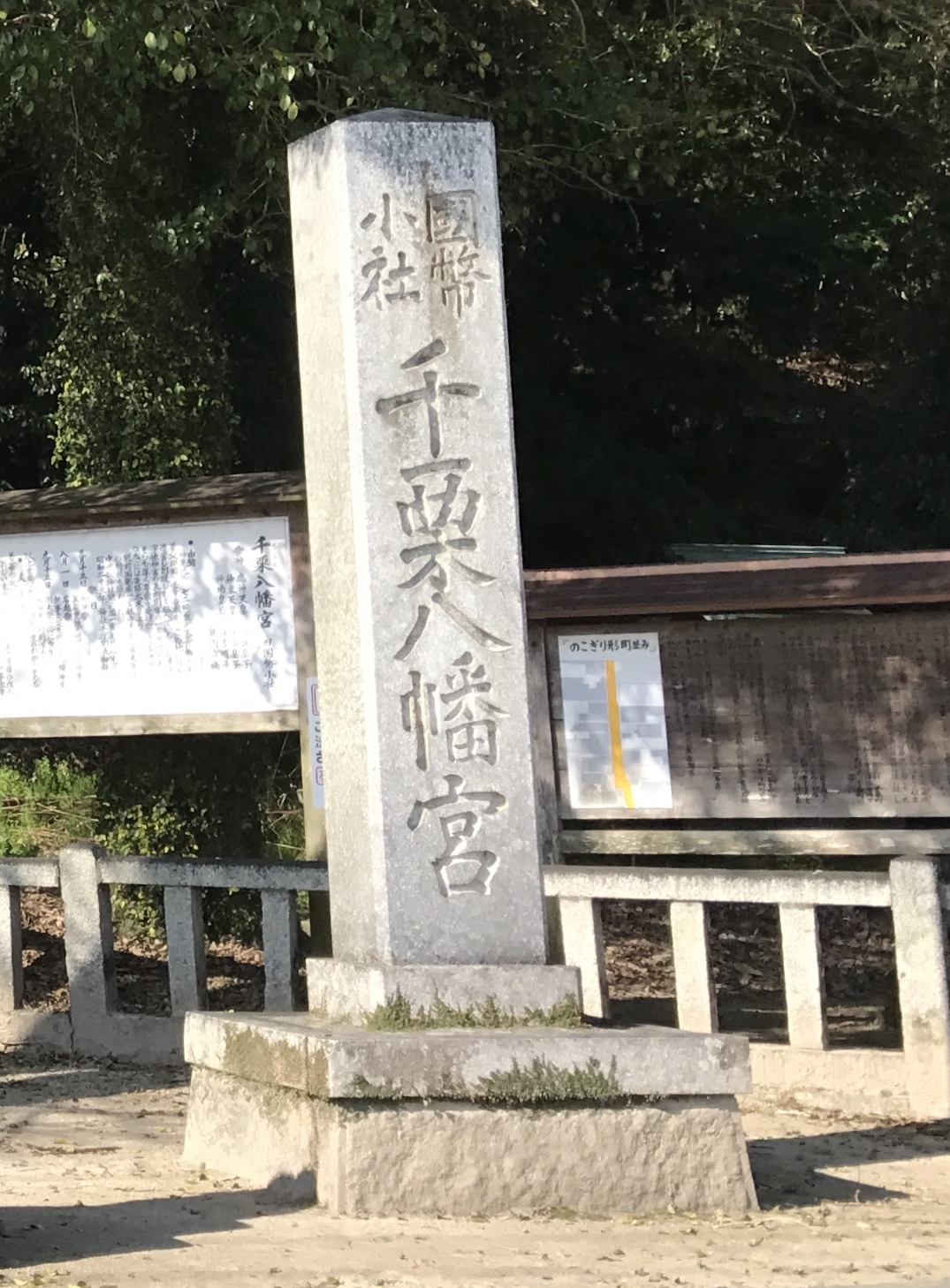
刻有國幣小社的社號標

作為式外社的神社，社格是肥前國一宮、國幣小社和別表神社。根據引述建曆2年（1212年）3月《千栗宮寺神官所司等解狀》的建曆2年4月《大宰府在廳官人解》記載，神社是「依敕定為肥前國第一之崇社」，建曆3年（1213年）2月的《八幡宇佐彌勒寺司解》也稱神社是「當國第一宮也」。正和元年12月16日（1313年1月13日）的《鎮西下知狀》也有記載少貳隨從國分季高主張神社是「肥前國一宮」。由於收錄於《龍造寺文書》、《後藤家文書》、《田尻家文書》和《鶴田文書》內天正年間（1573年至1592年）的起請文多以千栗八幡宮為國內諸神之首，加上西海道一宮中也大多是八幡宮，因此大塚統子推測千栗八幡宮在中世時便是肥前國一宮。
慶長19年（1614年），與止日女神社獲後陽成天皇下賜刻有「大日本國鎮西肥前州第一之鎮守　宗廟河上山正一位淀姬大明神一宮」的御筆匾額，引發兩者就一宮地位的爭議。元和7年6月1日（1621年7月19日），根據收錄於《實相院文書》內的《河上山座主尊純申狀》記載，尊純列出七點來主張與止日女神社作為一宮的正當性，其後鍋島勝茂在元和9年（1623年）以喧嘩兩成敗來解決爭議，他下令兩者除了慶長18年（1613年）之前的文獻以外均禁止使用一宮稱號。其後延寶7年（1679年），雙方均被禁止使用一宮稱號，最終在寶曆4年和寶曆5年（1754年和1755年），雙方均決定不再使用一宮稱號。
明治4年（1871年）5月，神社獲列為鄉社，1903年3月9日升為縣社，1908年獲指定為神饌幣帛料供進社，1940年11月1日再升為國幣小社。1948年9月30日，神社本廳制定「幹部和職員去留相關規定」（役職員進退に関する規程，《規程第15號》），神社列於其中第五條提到的「記載於別表的神社」（別表に掲げる神社）之內，即別表神社。

## 境內
- 本殿
- 邁向榮光的石樓梯
- 一之石鳥居

根據《府縣鄉社明治神社誌料》和《日本社寺大觀》記載，神社境內面積達3195坪（約10561.98平方），《神社名鑑》和《全國神社名鑒》稱是4262坪（約14089.26平方）。本殿佔地21.5坪（約71.07平方），為入母屋造建築。一之石鳥居由鍋島直茂在慶長14年9月8日（1609年10月5日）奉納，銘文由奉長院是琢負責，書寫則是洪浩然，匾額也同樣出自其手筆。狛犬以砂岩類石材製成，源自安土桃山時代，阿像高57.5厘米，寬48厘米，吽像則高寬同為50厘米，推測由龍造寺信親、藤原信忠或犬塚鎮盛奉納。此外，境內尚有一處地方稱為「邁向榮光的石樓梯」（栄光への石段），總共有146級，高低差達25米，為巴塞隆拿奧運以及亞特蘭大奧運柔道項目金牌及銀牌得主古賀稔彥以前用作練習的地方，後援會在其奪得銀牌後於一旁豎立顯彰碑。
- 武雄神社
- 鳩森稻荷神社

境內社方面，武雄神社的祭神是武雄心命、天忍穗耳尊、菅原道真、伊弉諾尊和高木神，鳩森稻荷神社的祭神則是保食神或八幡神的神使白鴿。

## 祭事
| 1月 | 歲旦祭（1月1日）                    | 5月 | —                | 9月  | 例大祭（9月15日） 御神幸（9月第三個星期日） |
| 2月 | —                                   | 6月 | —                | 10月 | —                                           |
| 3月 | 御粥祭（祈年祭、春季大祭，3月15日） | 7月 | —                | 11月 | —                                           |
| 4月 | —                                   | 8月 | 名越祭（8月1日） | 12月 | 火焚神事（12月31日）                        |

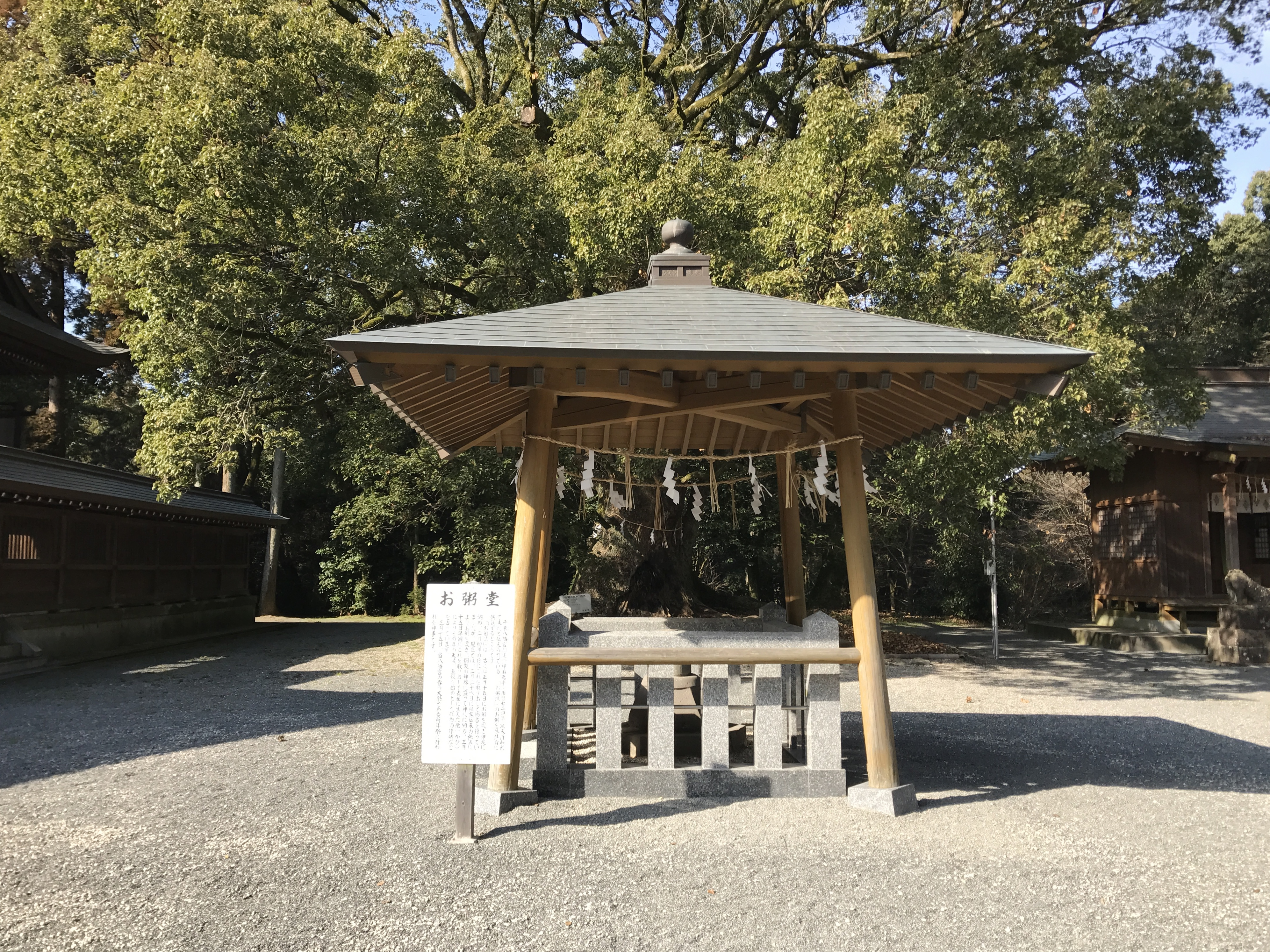
粥堂

御粥祭又稱Okaisan，為祈年祭和春祭，號稱日本三大粥祭之一。祭事當天舉行粥占神事，早在2月26日早上先於粥堂花兩小時將白米1升6合（約2.89公升）加上1斗（約18.04公升）水預先把粥煮好，然後倒進金鉢，並且將筷子呈十字形放在鉢上，劃分成東南西北，在各方位之間則標示筑前國、筑後國、肥前國和肥後國，然後放在神殿的深處，相傳在以前甚至細分成九份，象徵九州。祭事當天，由宮司把粥取出，然後在幣殿由專人檢視粥表面的黴，通過其顏色、形狀、長度以及乾濕狀態等來預測筑前國、筑後國、肥前國和肥後國的天氣、收成、颱風、水災、地震、火災和傳染病等事項，最後由宮司將結果寫在稱為「試書」的紙上，裝有粥的金鉢則放在粥堂讓信眾觀看，並且將「試書」授予信眾。這項神事曾經成功預測2005年福岡地震和2016年熊本地震。
名越祭即夏越之祓。在7月30日，氏子總代製作一個直徑約1.7米的茅圈，放置在拜殿前的二之鳥居處，另外也製作一些小茅圈，用來在祭事當天派發予信眾。祭事當天，以宮司為首，町長等人按左右左順序穿過茅圈三次，然後前往拜殿。在拜殿舉行與月次祭相同的祭祀儀式後獻上神饌，然後由宮司奏上大祓詞。下午在拜殿旁邊的空地則舉行由小學生和中學生奉納的劍道大會。
例大祭又稱放生會，為秋祭。祭事當天上午8點，在本殿舉行發輿祭後，一行人與神輿一同神幸至以西兩公里處位於道瀨川旁的下宮。在下宮舉行儀式後短暫停留，於上午10點半出發返回神社，12點半再於本殿舉行儀式。在出發至下宮以及從下宮返抵神社時，由稱為「行列浮立」的人帶頭移動，先在印鑰社奉納後回到神社，並且於本殿前再次奉納。浮立由當地六個地區輪流奉納，囃子有四種，由稱為頭取的數名負責人、輔助頭取以及負責橫笛的八名副頭取、男女舞獅各兩名（有讓獅頭噬咬自己來祈求身體健康的習俗）、負責大太鼓的四名16至17歲的少年（六個地區中四個地區穿男裝，兩個地區穿女裝，按男女裝不同浮立的風格也有變化）、負責小太鼓的四名7至8歲的男孩、負責鉦的30至40名高中生以上的青年以及負責犀毛的中學生以下的男孩等人一同參與。

## 文化財
| 名稱                 | 指定類別           | 指定日期      | 參考資料 |
| -------------------- | ------------------ | ------------- | -------- |
| 千栗八幡宮一之石鳥居 | 三養基町指定文化財 | 1979年7月12日 | [ 9 ]    |
| 千栗八幡宮緣起       | 佐賀縣重要文化財   | 1993年3月31日 | [ 9 ]    |
| 千栗八幡宮肥前狛犬   | 三養基町指定文化財 | 2012年1月20日 | [ 9 ]    |

## 註解
1. ↑  《肥前叢書》[15]、《日本歷史地名大系》和杉谷昭稱是肥前國[11][10]，《薩摩國新田神社文書》[16]、《宇佐神宮史》和大塚統子則稱是肥後國[17][3]，《角川日本地名大辭典》雖然也引述為肥後國，但是同樣指出可能是肥前國[1]。
2. ↑  松安名位於三根東鄉內，成萬名位於基肄郡基肄南鄉內[1]。
3. ↑  由於貞和是在2月27日改元，因此11月13日實際上為觀應元年[18]。
4. ↑  北尾村又稱御神領村，現為白壁的一部分[1]。
5. ↑  《府縣鄉社明治神社誌料》稱是1月17日[5]，《佐賀縣神社誌要》稱是11月17日[8]。

## 外部連結
- 的Facebook專頁
- 的Instagram帳戶
- . 佐賀縣觀光聯盟.   [2023-07-01]. （原始内容存档于2023-07-01） （日语）.
- . 三養基町觀光協會.   [2023-07-01]. （原始内容存档于2023-02-20） （日语）.
- . 全國一之宮巡拜會.   [2023-07-01]. （原始内容存档于2023-07-01） （日语）.